# Banco do Brasil
Banco do Brasil S.A. er en brasiliansk bankkoncern med hovedkvarter i Brasília. Den blev etableret af Johan 6. af Portugal 12. oktober 1808.
Det er den ældste bank i Brasilien, og en af de ældste banker i kontinuerlig drift.